# Schisma sanguineum
Schisma sanguineum là một loài rêu tản trong họ Herbertaceae. Loài này được (Mont.) Stephani miêu tả khoa học lần đầu tiên năm 1909.